# Si Umbut Baru
Si Umbut Baru is een bestuurslaag in het regentschap Asahan van de provincie Noord-Sumatra, Indonesië. Si Umbut Baru telt 3873 inwoners (volkstelling 2010).